# محاضرات فيديو.نت
محاضرات فيديو.نت هو موقع ويب من نوع خدمة استضافة فيديو أنشئ في 2007، وهو متوفر باللغة الإنجليزية.

## وصلات خارجية
- الموقع الرسمي